# 許文龍
許文龍（1928年2月25日—2023年11月18日），臺灣企業家、藝術贊助人。出生於臺南，他以奇美實業、奇美醫院、奇美博物館創辦人身分為名，有「台灣壓克力之父」之稱譽。

## 生平
1960年，許文龍創立奇美實業廠；該廠產品主要針對聚苯乙烯之市場需求，又與三菱油化株式会社合作推出系列產品，並成為臺灣首個聚甲基丙烯酸甲酯製造商。
2004年5月屆齡退休，交棒給妻舅廖錦祥。
2005年，因與李登輝、陳水扁等政治人物往來密切，又支持台獨相關活動，被迫發表公開聲明支持中共政府之兩岸政策立場，以維護其在中國之事業。
2008年6月，富比士公布其身價淨值達十七億餘美元。
2017年，在得知八田與一銅像破壞事件後，他主導將奇美博物館館內八田與一銅像頭部部分切割，以接至遭破壞銅像上協助復原。
2020年，在富比士公布「台灣50大富豪」名單中，他的資產淨值被記載為15.9億餘美元，排名第26。
2023年11月18日上午11時17分於奇美醫院辭世，享耆壽95歲。

## 興趣
他喜愛從事演奏、樂器為小提琴與曼陀林，以及钓鱼，也對打造藝術品等十分感興趣，後來還因此成立奇美博物館。他曾為鳥居信平、新渡戶稻造等雕塑紀念胸像。

## 事件
- 2001年2月21日：小林善紀在漫畫作品《台灣論》引述他的說辭，以支持其中慰安婦不存在的論點；婦女救援基金會與多位立法委員隨即嚴正批評該些內容「扭曲史實」。同月26日，他發表公開書面聲明致歉；27日，數位臺灣籍前慰安婦召開記者會，表示他應該當面道歉。

- 2005年3月26日：發表「退休感言」 ，全文如下

我是一位生意人，出生在台灣，祖籍在福建海澄，1991年我到大陸福建尋根，我認為台灣、大陸同屬一個中國，兩岸人民都是同胞姐妹。 
1991年我在福建捐款建校舍，並在福建舉辦塑膠染色培訓班，後效果不佳，即於同年到丹陽、蘇州等地投資建染色廠，獲得相當好的成果，現在塑膠料的染色技術，已在大陸普遍運用，也提升塑膠加工技術。 
奇美在大陸投資，一是看中大陸改革開放的商機，二是想通過兩岸經濟交往縮小兩岸的經濟差距，讓兩岸同胞都儘快的富裕起來。我常想，只有兩岸民眾都富裕了，才是中國人的富裕，只有兩岸民眾都幸福了，才是中國人的幸福。 
多年來，我一直呼籲海峽兩岸要儘早實現「三通」，因為只有實現了「三通」才能使兩岸資源互補，才能加速兩岸經濟的同步發展，今年春節台灣、大陸實現包機直飛，這是一種進步，我感到很高興。 
2000年台灣大選，我支持民進黨支持陳水扁，緣於我對國民黨的黑金政治的不滿，但我支持陳水扁並不是支持台獨，我認為台灣的經濟發展離不開大陸，搞台獨只會把台灣引向戰爭，把人民拖向災難。我不希望兩岸人民再受到戰爭的創傷，也不希望奇美同仁因此而流離失所。 
2000年大選後，我已逐步淡出政治，今年初我已向長官兩次提出辭去「資政」職務，這些都是足以說明我對台灣政治已經毫無興趣。 
最近胡錦濤主席的講話和「反分裂國家法」的出台，我們都很關注。我覺得有了這個講話和法律，我們心裡踏實了許多，因為敢到大陸投資，就是我們不搞「台獨」，因為不搞「台獨」，所以奇美在大陸的發展就一定會更加興旺。 

現在，我已從董事長的位置退下了，將近一年，我寄望奇美在新任董事長廖錦祥先生的帶領下，能夠作更好的發展，能夠為國家、為社會、為兩岸人民的幸福做更進一步的貢獻。
根據台灣演義報導，這可能是在當時中國共產黨壓迫下為維護奇美集團在中國大陸的事業所作聲明。 當時，中國政府以查帳為由，扣押多位集團高階台籍幹部，也威嚇其他企業不得購買奇美之產品；王幸男事後回憶，許文龍在發表前曾為此痛哭。
- 2013年：他因促進日台經濟交流、推動日本企業國際化之重大貢獻，以及在東日本大震災後提供鉅額個人捐款，並在災區提供就業機會以支援災區復興，獲日本政府頒贈「旭日中綬章」。前中華民國駐日代表羅福全、許世楷，及許家彰（兒子）、廖錦祥（配偶之弟）、林佳龍（外甥女廖婉如之夫）等出席頒贈典禮；在典禮上，他表示「國家強盛與否，取決於人民的文化素質和涵養，想提升國家在國際舞台的競爭力，應從文化藝術著手；留給後代子孫的不是金錢，而是永續的自然生態及藝術人文資產」。[13]

## 外部連結
- 黃越宏，1996。《觀念：許文龍和他的奇美王國》
- 奇美許文龍傳奇： (1/5) （页面存档备份，存于）, (2/5) （页面存档备份，存于）, (3/5) （页面存档备份，存于）, (4/5) （页面存档备份，存于）, (5/5) （页面存档备份，存于）, 台灣演義, 2009/10/25
- 許文龍變調 奇美高層封口 指兩岸同屬一中 為換取大陸設廠